# 臺南市長官邸
臺南市長官邸為臺南市市長居住之官方寓所，共有兩座，分別是位於新營區義和街的「新營官邸」以及中西區南門路的「永華官邸」。現任市長黃偉哲居住於新營官邸，永華官邸則出租給餐飲業者使用。

## 沿革
新營官邸為前台南縣縣長楊寶發任內於1978年興建，兩層樓建築佔地約110坪，門前有鋪花草的小圓環，歷任縣長李雅樵、陳唐山、蘇煥智都曾住過。
永華官邸在日治時期原為臺南市市尹官邸，1936年6月17日竣工。1974年改建為一棟兩層樓之建築，但改建完成後，歷任市長只有代理市長陳癸淼曾短暫入住，其他市長均居住自宅，只有在招待貴賓或舉辦特定活動時使用。裡面種植了四株珍貴老樹，分別為樹齡110年的茄苳、70年的苦楝、60年的羅漢松、110年的玉蘭花。
縣市合併後的臺南市政府為活化市有資產，2014年將永華官邸委外給餐飲業者經營。首間餐廳為帕莎蒂娜，2015年4月9日開幕，2023年5月28日結束營業，後由王品集團旗下品牌「享鴨」接手，2024年4月20日開幕，新營官邸則自2018年起保留給現任市長居住。

## 週邊
| - 新營官邸 - 臺南市政府民治市政中心 - 臺南市議會民治議事廳 - 臺南市農會 - 國立新營高級工業職業學校 - 臺南市私立興國高級中學 - 臺南市新營區新進國民小學 - 臺南市立新東國民中學 - 南瀛親子館 - 南瀛綠都心公園 - 新營區公所 - 臺南市立新營文化中心 - 新營監理站 - 衛生福利部新營醫院 | - 永華官邸 - 臺南市停車管理處 - 臺南市立中山國民中學 - 臺南市中西區進學國民小學 - 國立臺南家齊高級中等學校 - 國立臺南高級商業職業學校 - 五妃廟 - 國立臺南大學 - 國立臺南女子高級中學 - 臺南市立棒球場 - 臺南市立體育場 - 南門公園 - 南門電影書院（原臺南放送局） - 臺灣府城大南門 |